# Morocco Omari
Morocco Omari (* 7. Mai 1975 in Chicago, Illinois) ist ein US-amerikanischer Schauspieler.

## Leben und Karriere
Morocco Omari wurde in der US-Großstadt Chicago geboren. Er ist seit 1998 als Schauspieler aktiv. Seine erste Rolle spielte er als Gastdarsteller in einer Folge der Serie Allein gegen die Zukunft. Weitere Gastauftritte hatte er darauffolgend u. a. in The District – Einsatz in Washington, Angel – Jäger der Finsternis, Für alle Fälle Amy, Polizeibericht Los Angeles oder Crossing Jordan – Pathologin mit Profil.
Seit 2013 spielte Omari vermehrt wiederkehrende Rollen in Fernsehserien. So wirkte er 2015 in der fünften Staffel der US-Serie Homeland mit, die in Deutschland gedreht wurde. Von 2016 bis 2017 war er in der Serie Empire in der Rolle des Tariq zu sehen.
Gelegentlich engagiert sich Omari auch als Regisseur und Drehbuchautor von Kurzfilmen. Von 2001 bis 2006 war Omari mit der Schauspielerin JoNell Kennedy verheiratet.

## Filmografie (Auswahl)
- 1998: Allein gegen die Zukunft (Early Edition, Fernsehserie, Episode 3x04)
- 1999: Sechs unter einem Dach (Get Real, Fernsehserie, Episode 1x10)
- 2000–2001: Girlfriends (Fernsehserie, 2 Episoden)
- 2001: V.I.P. – Die Bodyguards (V.I.P., Fernsehserie, Episode 3x17)
- 2001: The District – Einsatz in Washington (The District, Fernsehserie, Episode 1x21)
- 2002: Invisible Man – Der Unsichtbare (Invisible Man, Fernsehserie, Episode 2x19)
- 2002: Angel – Jäger der Finsternis (Angel, Fernsehserie, Episode 4x03)
- 2003: Für alle Fälle Amy (Judging Amy, Fernsehserie, Episode 4x17)
- 2003: 24 (Fernsehserie, Episode 2x16)
- 2003: Polizeibericht Los Angeles (Dragnet, Fernsehserie, 3 Episoden)
- 2003–2004: Die himmlische Joan (Joan of Arcadia, Fernsehserie, 5 Episoden)
- 2004: Crossing Jordan – Pathologin mit Profil (Crossing Jordan, Fernsehserie, Episode 3x07)
- 2005: Constellation
- 2005: Prison Break (Fernsehserie, Episode 1x07)
- 2006: In Justice (Fernsehserie, Episode 1x09)
- 2006, 2011: Navy CIS (NCIS, Fernsehserie, 2 Episoden)
- 2009: The Beast (Fernsehserie, Episode 1x08)
- 2013: Chicago Fire (Fernsehserie, 2 Episoden)
- 2013: Good Wife (The Good Wife, Fernsehserie, Episode 5x01)
- 2014: Person of Interest (Fernsehserie, Episode 3x20)
- 2015: Homeland (Fernsehserie, 4 Episoden)
- 2016–2017: Empire (Fernsehserie, 22 Episoden)
- 2018: Blue Bloods – Crime Scene New York (Blue Bloods, Fernsehserie, Episode 8x22)
- 2019: Tales (Fernsehserie, Episode 2x03)
- 2019: 21 Bridges
- 2020: The Girl in the Yellow Jumper
- 2020: P-Valley (Fernsehserie, 8 Episoden)
- 2021: FBI (Fernsehserie, Episode 3x10)